# Schizostachyum pleianthemum
Schizostachyum pleianthemum är en gräsart som beskrevs av Soejatmi Dransfield. Schizostachyum pleianthemum ingår i släktet Schizostachyum och familjen gräs. Inga underarter finns listade i Catalogue of Life.